# Wapen van Wijckel

Wapen van Wijckel

Het wapen van Wijckel is het dorpswapen van het Nederlandse dorp Wijckel, in de Friese gemeente De Friese Meren. Het wapen werd in 1989 geregistreerd.

## Beschrijving
De blazoenering van het wapen luidt als volgt:
In goud een opvliegende torenvalk, in de bovenste schildhoeken vergezeld van een roos, alles van keel; en een schildvoet van sinopel, waarop een hoorn van zilver.
De heraldische kleuren zijn: goud (goud), keel (rood), sinopel (groen) en zilver (zilver).

## Symboliek
- Torenvalk: ontleend aan het wapen van de plaatselijke geslacht Van Wijckel.[3] Tevens is dit het sprekende deel van het wapen daar "wikel" het Friese woord is voor torenvalk.[2]
- Rode rozen: eveneens afkomstig van het wapen van de familie Van Wijckel.[3]
- Hoorn: komt van het wapen van Menno van Coehoorn die te Wijckel de buitenplaats Meerenstein bewoonde. Tevens bevindt zich in de Vaste Burchtkerk van Wijckel een praalgraf van Van Coehoorn.[3]
- Gouden veld: symbool voor de zandgrond waar het dorp op gelegen is. De kleur is ontleend aan het wapen van Gaasterland-Sloten, de gemeente waar het dorp eertijds tot behoorde.[3]
- Groen veld: staat voor de lager gelegen polders rond het dorp. De kleur is eveneens afkomstig van het wapen van Gaasterland-Sloten.[3]

Wapen van Gaasterland-Sloten wapen.

## Zie ook

Vlag van Wijckel